# Fang Glacier
Der Fang Glacier (englisch für Reißzahngletscher) ist ein Gletscher auf der antarktischen Ross-Insel. Er trennt den alten vom neuen Krater des Mount Erebus.
Der australische Geologe Frank Debenham kartierte ihn im Zuge der Terra-Nova-Expedition (1910–1913) unter der Leitung des britischen Polarforschers Robert Falcon Scott. Debenham benannte den Gletscher in Anlehnung an die deskriptive Benennung des Fang Ridge.